# Husova knihovna (Polná)
Husova knihovna je knihovna v Polné v okrese Jihlava. Sídlí v budově čp. 9 na Sezimově náměstí, která je chráněna jako kulturní památka ČR.

## Historie
Husova knihovna byla otevřena na podzim 1914, avšak oficiálně až podle smlouvy s městem a okresním zastupitelstvem 6. června 1915. Vznikla sloučením osmi místních spolkových knihoven a jedné obecní. Na počátku měla 1145 knih. Pojmenována byla podle Mistra Jana Husa v rámci oslav 500. výročí jeho upálení. Prvním knihovníkem se stal Gustav Vítek. V roce 1922 se přestěhovala do domu čp. 9 na Sezimově náměstí. Do té doby sídlila v hostinci U Slovana. Roku 1923 bylo zřízeno dětské oddělení. Na Mezinárodní knihovnické výstavě v Praze roku 1926 knihovna se svou expozicí obsadila první místo. Téhož roku získala licenci pro šíření československého rozhlasu. Vítek jako první v Československu v roce 1930 v knihovně zavedl pro čtenáře volný výběr knih přímo z regálu. Vítek rovněž založil Kroužek přátel četby a knihovny s působností v Polné. Roku 1940 čtenářům nabízela 16 500 svazků.
V říjnu 1958 nastoupila do knihovny první profesionální pracovnice Božena Formanová-Vosická z Havlíčkova Brodu. Od roku 1972, kdy polenská knihovna začala poskytovat střediskové služby pro 17 okolních knihoven, zaměstnává instituce dvě knihovnice. V říjnu 2000 byl do knihovny zaveden internet a celý fond prošel digitalizací a byl zpřístupněn na počítači.K 31. prosinci 2018 vlastnila knihovna 21.879 svazků knih.

## Budova
Budova čp. 9 na Sezimově náměstí je chráněna jako kulturní památka ČR. Má čelní volutový štít. Městu Polná ji v roce 1903 věnovala Marie Stuartová, proto se stavbě často říká Stuartovský dům. Od roku 1922 zde sídlí Husova knihovna, v přízemí se nachází scéna pro loutkové divadlo.

## Galerie

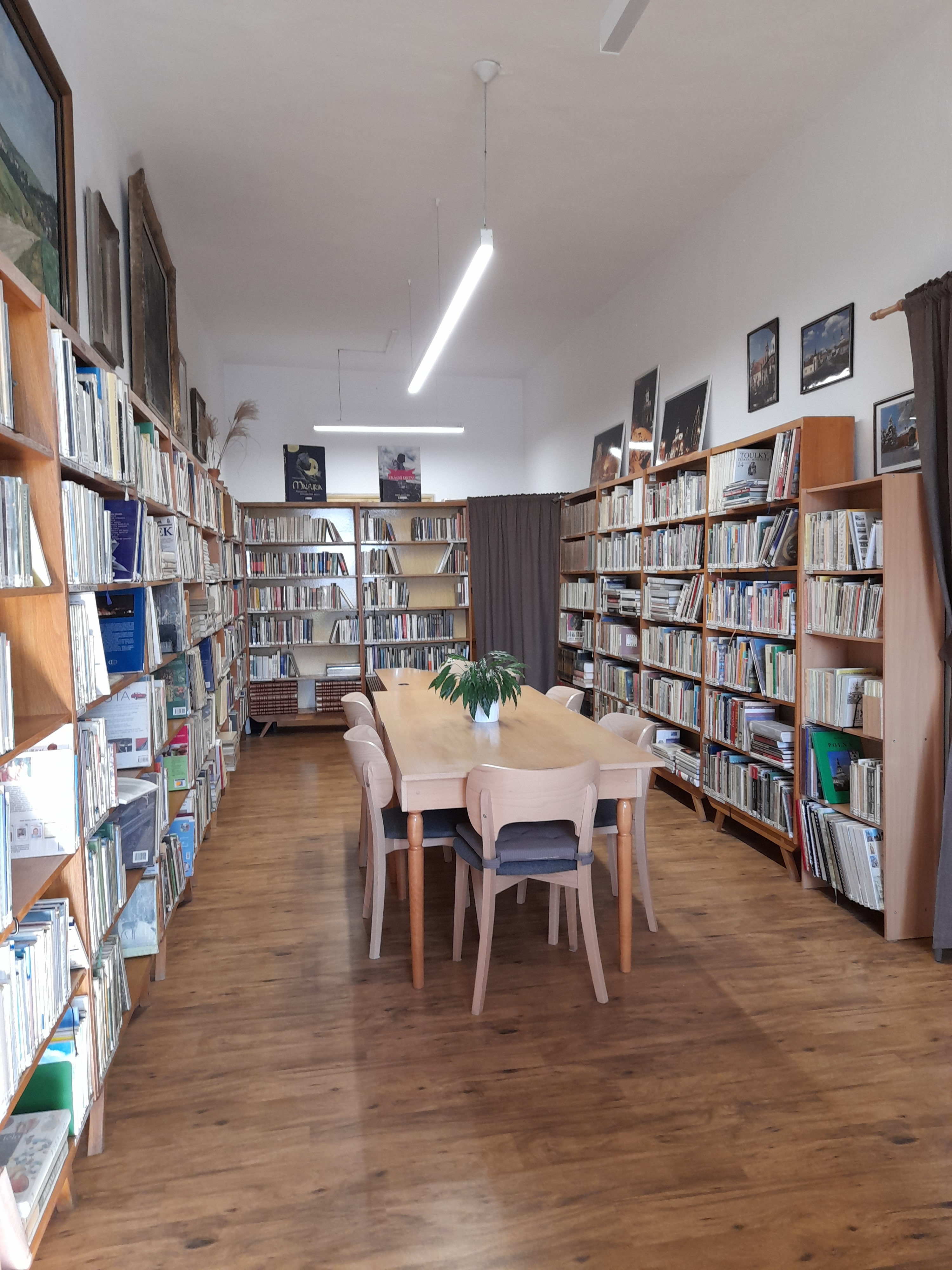
Studovna a naučné oddělení 2023
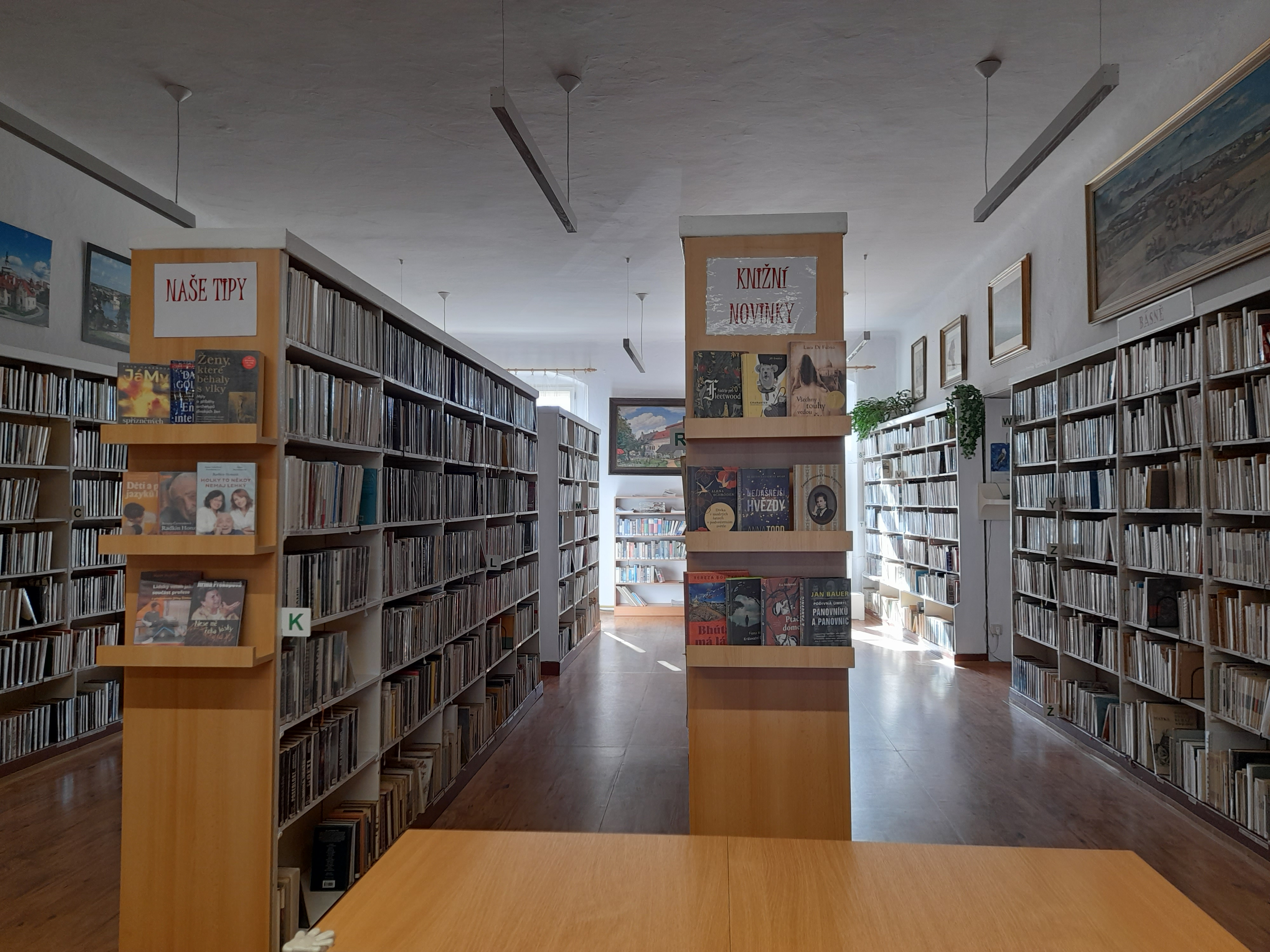
Půjčovna v roce 2023
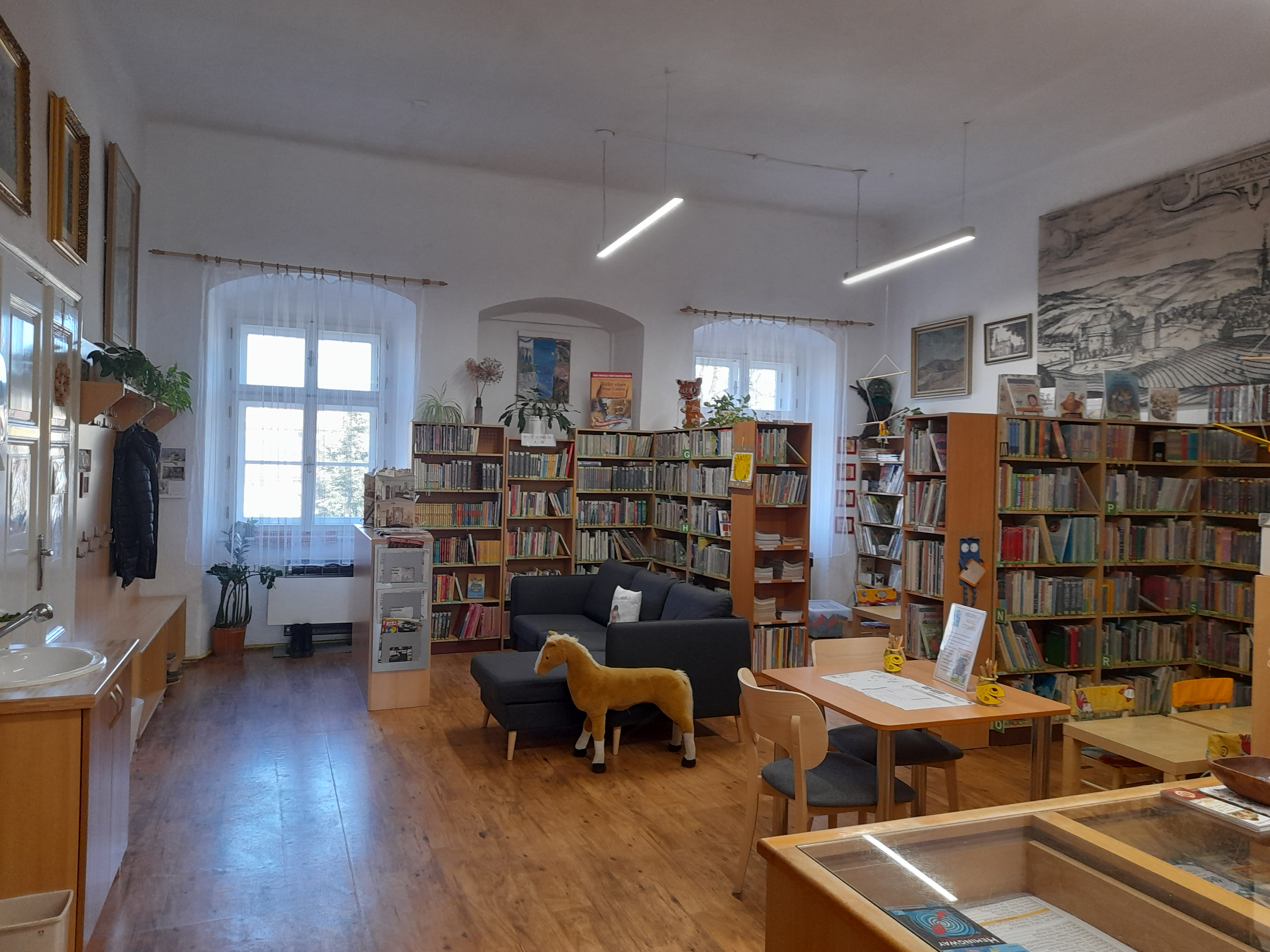
Půjčovna v roce 2023
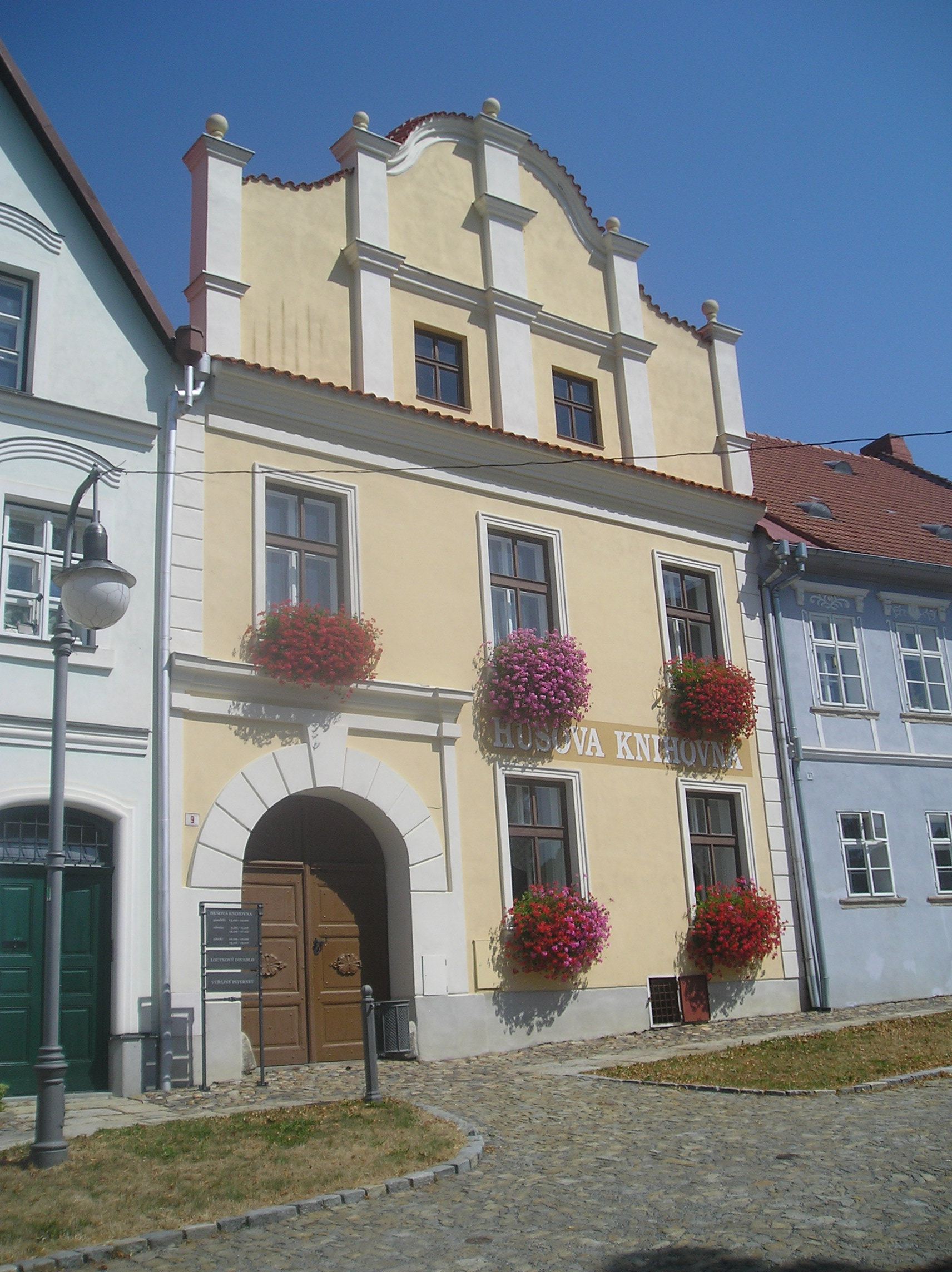
Husova knihovna, Sezimovo náměstí 9, 588 13 Polná
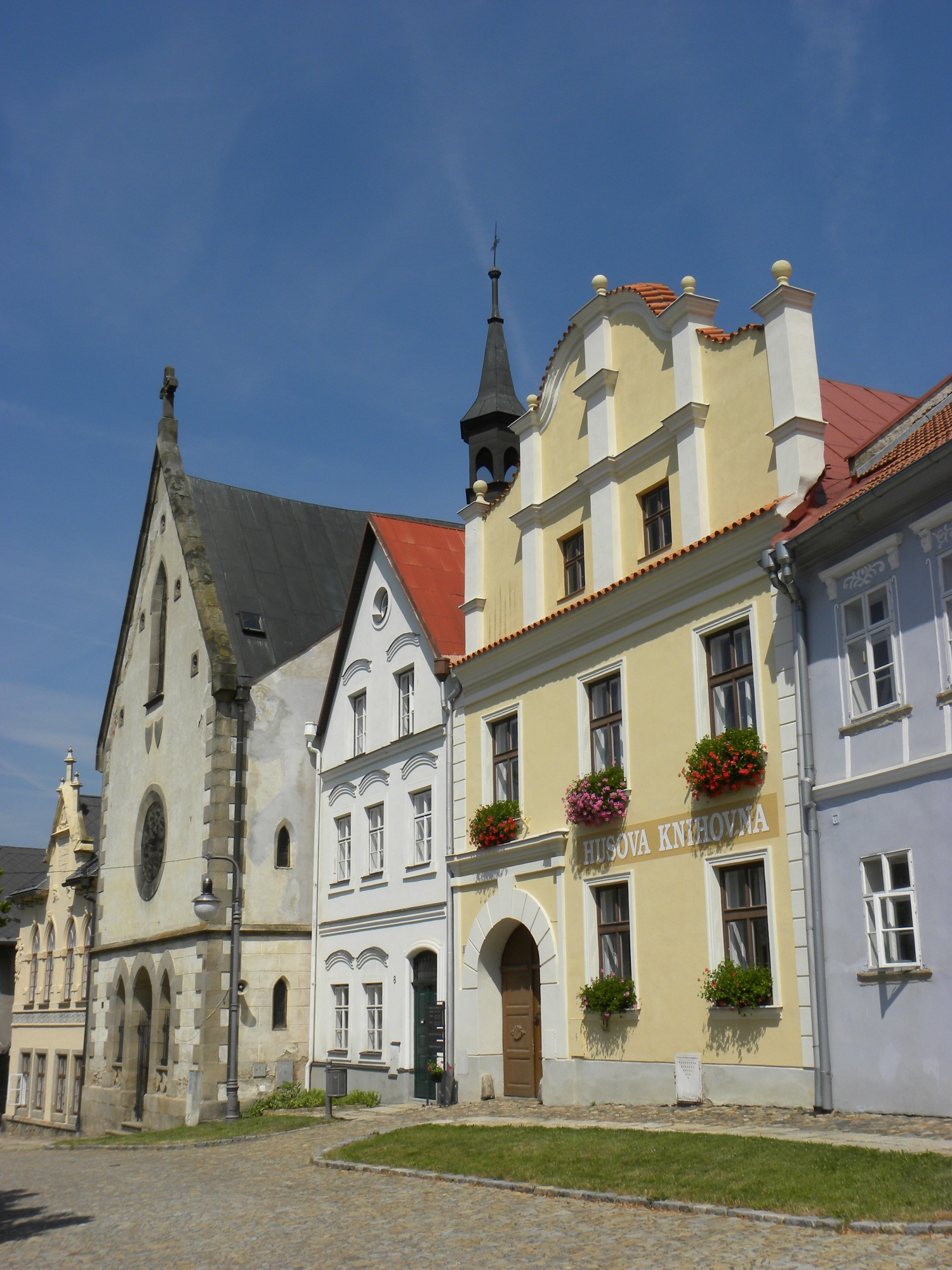
Husova knihovna v Polné